# Самынино
Самынино — деревня в Можайском районе Московской области в составе сельского поселения Дровнинское. На 2010 год, по данным Всероссийской переписи 2010 года, постоянного населения не зафиксировано. До 2006 года Самынино входило в состав Дровнинского сельского округа.
Деревня расположена на западе района, примерно в 13 км к северо-западу от Уваровки, у истоков реки Жезлянки (Хомутовки), высота центра над уровнем моря 267 м. Ближайший населённый пункт — деревня Плешаково в 1,5 км на восток.